# 溥霱
奉恩鎮國公溥霱（1879年6月17日—1934年10月3日），爱新觉罗氏，諴恪亲王允祕之六世孙，贝子綿勳之曾孙，母妻富察氏，其父為烏拉喜崇阿，諴親王系第七代。

## 生平
溥霱生于光绪五年四月二十八日。光绪二十八年七月承袭镇国公。光绪三十年十二月派出守护西陵。
1924年，溥霱将府邸出售给金城银行的周作民。后来又出售坟地。此后，溥霱一直在圪塔头村的原坟地护卫章京白玉喜家居住，直到1934年8月25日逝世，享年56岁。